# Cầu Rama VIII

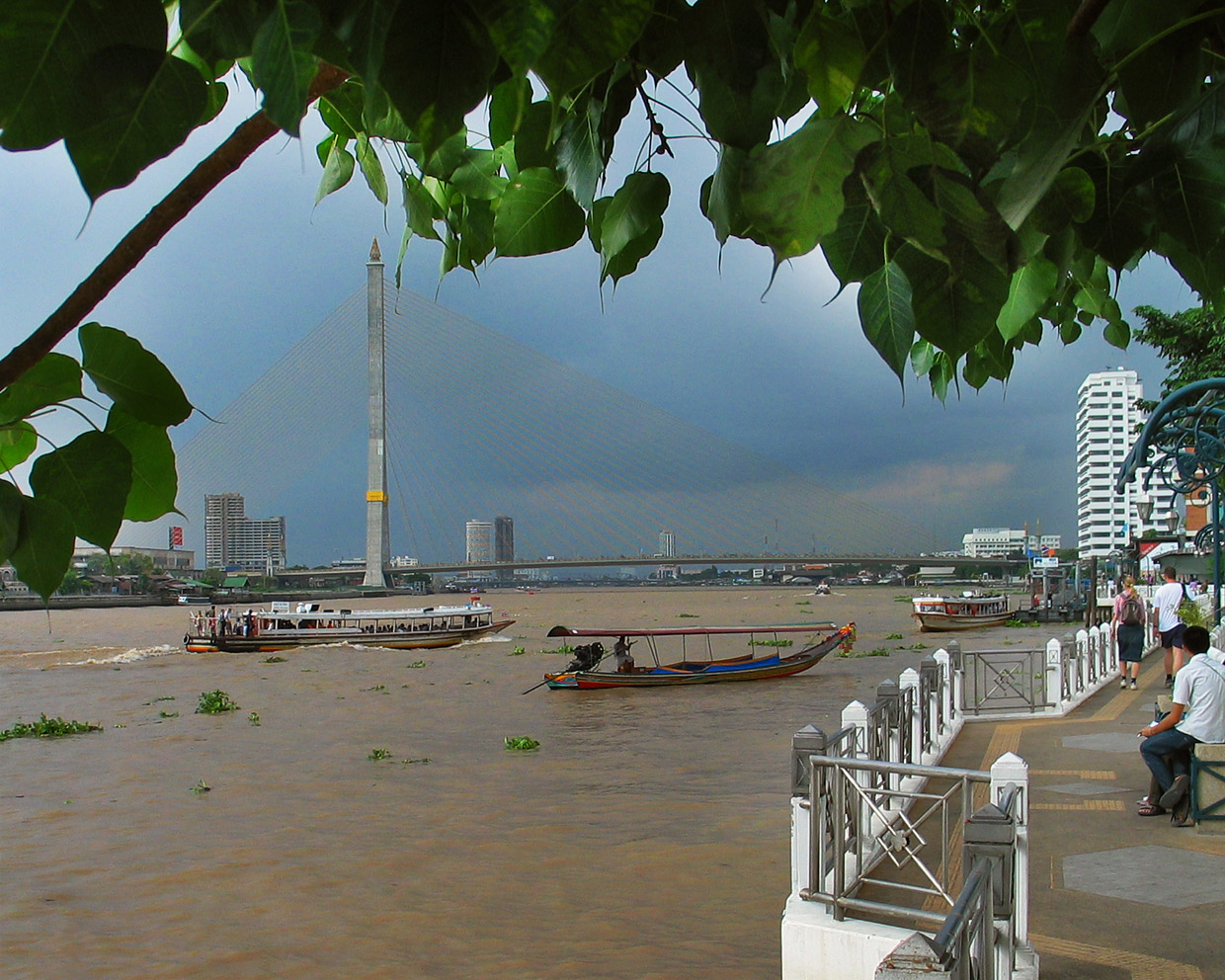
Cầu Rama VIII

Cầu Rama VIII là một cây cầu dây văng ở thủ đô Bangkok, Thái Lan. Cầu này đã được khánh thành và khai thông chính thức vào này 20 tháng 9 năm 2002. Cầu này có một trụ đơn nằm gàn 1/3 khoảng cách từ cuối tây bắc của cầu. Cầu này được bắc qua sông Chao Phraya ở Bangkok. Cầu có chiều dài 2,45 km bao gồm cả đường dẫn. Cầu này là một điểm nhấn kiến trúc của thành phố này và thậm chí hình ảnh cầu được in sau lưng tờ giấy bạc 20 baht.